# Zaniolepis
Zaniolepis – rodzaj ryb skorpenokształtnych z rodziny terpugowatych.
Żyły już w okresie plejstocenu.
Zasiedlają muliste wody strefy przybrzeżnej w północno-wschodniej części Oceanu Spokojnego.

## Klasyfikacja
Gatunki zaliczane do tego rodzaju:
- Zaniolepis frenata
- Zaniolepis latipinnis